# 浜松市老女絞殺事件
浜松市老女絞殺事件（はままつしろうじょこうさつじけん）とは2008年（平成20年）4月に浜松市中区 (現：中央区) で発生した殺人事件。

## 概要
2008年（平成20年）4月30日、一人暮らしの83歳女性が殺されているのを女性ホームヘルパー（当時39歳）が発見した。発見時、被害者は家電コードで絞殺された後があった。また、目立った物色の後はなく被害者が使用していたバッグも手付かずであった。
現場から「キャビンマイルド」の吸い殻数本が見つかっている。被害者は喫煙の習慣がなかったため犯人が残したものとみている。
2008年（平成20年）12月10日、捜査特別報奨金制度対象事件に指定された。
2009年（平成21年）8月8日夜、容疑者として浮上した印刷業の79歳の男を殺人容疑で逮捕した。男のDNAと首に巻き付いていた家電コードのDNAが一致したことが決め手となった。捜査特別報奨金制度に指定対象で期間内に逮捕された初めての事件であったが、警察は「懸賞金を払うべき情報が寄せられたわけではない」としたため、懸賞金の支給はされなかった。
2009年（平成21年）8月29日、静岡地検浜松支部は男を殺人罪で起訴した。本事件は裁判員裁判の対象事件で、静岡県内では10件目、静岡地裁浜松支部管内では2件目である。

## 裁判
2010年（平成22年）10月19日、静岡地裁浜松支部（北村和裁判長）で初公判が開かれ、男は「わかりません。覚えていません」と述べて起訴事実を全面否認、無罪を主張した。冒頭陳述で検察側は現場に残されていたたばこの吸い殻や家電コードのDNAが男のDNAと一致することから犯人であることは明らかと主張した。一方、弁護側は「DNA型だけでは100%間違いないとは言い切れない」と述べ、男に殺害動機がないことも含めて無罪を主張した。
2010年（平成22年）10月26日、論告求刑公判が開かれ、検察側は「被告が犯人であることは自明で、犯行態様は卑劣」として男に懲役18年を求刑した。弁護側は改めてDNA鑑定の信用性に対する疑問と男に殺害動機がないことに触れた上で「真犯人がいるかもしれない。被告が犯人だと確信が持てないのに有罪にするのは危険。推定無罪の立場で判断してほしい」と締め括った。最終意見陳述で男は「私はやっていません」と述べて無罪を主張、裁判が結審した。
2010年（平成22年）10月29日、静岡地裁浜松支部（北村和裁判長）で判決公判が開かれ「コードや被害者の両手から被告のDNA型が検出されたことや供述を併せ考えると、被告が犯人であることは常識に照らして間違いない」として男に対し懲役13年の判決を言い渡した。
2010年（平成22年）11月10日、男は判決を不服として東京高裁に控訴した。